# 神道大教
神道大教（しんとうたいきょう）は、教派神道の一つ。
明治政府が1872年（明治5年）に神道の総本山とすべく設けた大教院が元であり、神道十三派と呼ばれる各教派神道の母体となった。初代管長は、稲葉正邦である。
教団名は神道大教だが、管理する神社は神道大教院（しんとうたいきょういん）と言う。
祭神は、天之御中主神、高皇産霊神、神皇産霊神、伊弉那岐命、伊弉那美命、天照大神、天神八百萬神、地祇八百萬神。

## 沿革
1940年（昭和15年）以前は「神道本局（正式名称は神道）」という教派名であった。その元となった「大教院」は1872年（明治5年）に設けられ、神道の総本山として皇道発揚に歴史的な役割を果した。
大教院は、1874年（明治7年）には全国でその存立を闡明にしており、中、小教院280、教導職数7240名を擁したが、仏教勢力の反発を受け、1875年（明治8年）5月には大教院は解体を余儀なくされた。1875年（明治8年）3月にこれに代る組織として「神道事務局」が創設された。
神道事務局は、1885年（明治18年）に新たに「神道教規」を制定し、翌年1886年（明治19年）に認可されると、「神道本局」へと組織改変し、東京駿河台、次いで築地に本局が置かれ、初代管長には稲葉正邦が就任した。神道事務局と神道本局は組織的には一応別であるが、神道事務局が有していた神道各教会を統轄するという性格は引き継いだ。以後、神道本局は、独立した教派を形成しえない神道系の諸教会の統轄という機能を担った。
1940年（昭和15年）の宗教団体法施行に当り、当局に神道本局にも教名の変更が妥当ではないかということを勧告され、大会議を開き慎重審議の結果、「明治三年の大教宣布の詔にのっとり、神道が国教と定められ、その聖旨に添うべく神道事務局が創設せられ、やがて神道本局に受け継がれた」という由緒を以って、神道に大教を結び「神道大教」と改名した。

## 組織

### 所属神社
2020年（令和2年）現在、神道大教には約150の教会・神社が所属している。

### 神職養成
神道大教には2020年（令和2年）現在、470人の神職（教師）が所属している。
神道大教では教師養成機関として神道学院研修会を設置しており、毎年8月22日より28日までに教師、教場後継者育成のための研修会を開催している。そこでは「一連の動作祭典奉仕ができるように指導」しているとされる。

## 歴代管長
管長は任期4年で、選挙制。平成29年5月1日より菊池重敏が第13代管長に就任した。
- 初代 - 稲葉正邦
- 第2代 - 稲葉正善
- 第3代 - 本多康穣
- 第4代 - 長谷信成
- 第5代 - 神崎一作
- 第6代 - 林五助
- 第7代 - 森田作次
- 第8代 - 品田聖平
- 第9代 - 大森徳春
- 第10代 - 板倉信之助
- 第11代 - 尾立聖兆
- 第12代 - 木村剛正
- 第13代 - 菊池重敏